# André Ramalho
André Ramalho Silva (ur. 16 lutego 1992 w Ibiúnie) – brazylijski piłkarz występujący na pozycji obrońcy. Wychowanek São Paulo FC.